# Ángela Aguilar
Pour les articles homonymes, voir Aguilar.
Ángela Aguilar Álvarez Alcalá, née à Los Angeles (Californie) le 8 octobre 2003, est une chanteuse américano-mexicaine de musique régionale mexicaine.
Elle a obtenu une reconnaissance notable après avoir interprété La Llorona aux 19e Latin Grammy Awards en 2018. Elle est la petite-fille d'Antonio Aguilar.

## Biographie
Ángela Aguilar, fille de Pepe Aguilar et d'Aneliz Álvarez-Alcalá, est née à Los Angeles en Californie, le 8 octobre 2003, alors que son père était en tournée. Elle a la double nationalité américaine et mexicaine.
En 2012, alors qu'elle n'a que neuf ans, elle sort le single New Tradition avec son frère Leonardo. Il comportait quatre chansons interprétées par Leonardo et quatre par Angela.
En 2016, elle a participé au festival BBC 100 Women à Mexico. À seulement 13 ans – elle était la plus jeune artiste – elle a déclaré à BBC News que l'industrie de la musique était dominée par les hommes et qu'elle espérait que cela changerait.
Le 20 septembre 2018, elle a été nommée pour le meilleur nouvel artiste et son album, Primero soy Mexicana a été nommé pour le meilleur album de Ranchera / Mariachi[Quoi ?] aux 19e Latin Grammy Awards.